# Memento (filme)
Memento (bra: Amnésia; prt: Memento) é um filme norte-americano de 2001, dos gêneros drama e suspense, dirigido por Christopher Nolan, com roteiro dele e seu irmão Jonathan Nolan baseado numa ideia deste posteriormente publicada em forma de conto na revista Esquire.
Estrelado por Guy Pearce, Memento conta a história de um homem que sofre de amnésia anterógrada, que o impossibilita de adquirir novas lembranças. Durante os créditos iniciais, Leonard é visto matando Teddy (Joe Pantoliano). O filme sugere que essa morte foi uma vingança pelo estupro e assassinato de sua mulher (Jorja Fox) baseado na informação dada por Natalie (Carrie-Anne Moss).

## Sinopse
Memento é apresentado em duas sequências diferentes de cenas. Um série em preto e branco que é mostrada cronologicamente e uma série de cenas coloridas que são mostradas em ordem reversa. As duas sequências se "encontram" no final do filme, produzindo uma única história em comum.
Homem cuja mulher foi barbaramente assassinada vai atrás do assassino, tendo como obstáculo sua amnésia.

## Elenco
- Guy Pearce como Leonard Shelby
- Carrie-Anne Moss como Natalie
- Joe Pantoliano como Teddy (John Edward Gammell)
- Mark Boone Junior como Burt
- Russ Fega como Garçom
- Jorja Fox como Esposa de Leonard
- Stephen Tobolowsky como Sammy (Samuel R. Jankis)
- Harriet Sansom Harris como Sra. Jankis
- Thomas Lennon como Doutor
- Callum Keith Rennie como Dodd
- Kimberly Campbell como Loira
- Marianne Muellerleile como Tatuadora
- Larry Holden como Jimmy (James F. Grantz)

## Produção

### Desenvolvimento
Em julho 1996, os irmãos Christopher Nolan e Jonathan Nolan fizeram uma viagem de carro de Chicago até Los Angeles, porque Christopher estava mudando para a Costa Oeste. Durante a viagem, Jonathan falou a história para seu irmão, que ficou entusiasmado com a ideia. Depois de chegarem em Los Angeles, Jonathan foi para Washington, D.C. para terminar a faculdade. Christopher repetidamente pediu a Jonathan para que ele mandasse um rascunho e, após alguns meses, ele enviou. Dois meses depois, Christopher teve a ideia de contar o filme ao contrário, e começou a trabalhar em um roteiro. Jonathan escreveu o conto simultaneamente. Os irmãos continuaram a se corresponder, com um mandando as revisões de seu trabalho para o outro.
O conto de Jonathan, "Memento Mori", é bem diferente do filme de Christopher, apesar de manter essencialmente os mesmos elementos. Na versão de Jonathan, o protagonista tem o nome de Earl e é um paciente de um hospital psiquiátrico. Como no filme, sua esposa é morta por um desconhecido e, durante o ataque a sua esposa, Earl perdeu sua memória recente. Como Leonard, Earl deixa anotações na forma de tatuagens com informações sobre o assassino. Entretanto, no conto, Earl se cconvence através de suas anotações a escapar do hospital e matar o assassino de sua esposa. Diferente do filme, não há ambiguidade quando Earl acha e mata o homem desconhecido.
Em julho de 1997, a namorada de Christopher, Emma Thomas, mostrou o roteiro do filme á Aaron Ryder, um executivo da Newmarket Films. Ryder disse que o roteiro era, "talvez o roteiro mais inovativo que eu já tenha visto", logo depois, a Newmarket aceitou fazer o filme e deu a ele um orçamento de US$ 4.5 milhões. A pré-produção durou sete semanas, quando a locação principal de filmagem mudou de Montreal para Los Angeles; para criar uma atmosfera mais film noir.

### Seleção de elenco
Brad Pitt inicialmente iria interpretar Leonard Shelby. Pitt estava interessado no papel, porém teve de recusar devido a problemas de agenda. Outros atores considerados incluíam Aaron Eckhart e Thomas Jane, porém o papel ficou com Guy Pearce, que impressionou mais Nolan. Pearce também foi escolhido porque ele não era uma celebridade, pois após a saída de Pitt os produtores decidiram não procurar um ator muito conhecido para manter o orçamento baixo, e porque ele estava muito entusiasmado com o papel.
Impressionada com a atuação de Carrie-Anne Moss em The Matrix, Jennifer Todd sugeriu seu nome para interpretar Natalie. Enquanto Mary McCormack estava interessada no papel, Nolan contratou Moss dizendo, "Ela adicionou muito ao papel de Natalie que não estava no roteiro". Para o policial corrupto Teddy, Moss sujeriu seu parceiro de elenco em The Matrix, Joe Pantoliano. Apesar de haver alguma preocupação de que Pantoliano poderia parecer muito "vilanesco" para o papel, ele foi contratado mesmo assim. Nolan disse que ele ficou surpreso com a interpretação sutil de Pantoliano.
O resto do elenco foi contratado após os três principais terem sido escolhidos. Stephen Tobolowsky e Harriet Sansom Harris interpretam Sammy Jankis e sua esposa, respectivamente. Mark Boone Junior ficou com o papel de Burt, o atendente do motel, porque Jennifer Todd gostou de sua "aparência e atitude". Larry Holden interpreta Jimmy Grantz, traficante e namorado de Natalie, enquanto Callum Keith Rennie faz o papel de Dodd, um homem que Jimmy deve dinheiro.

### Filmagens
As filmagens ocorreram de 7 de setembro até 8 de outubro de 1999, 25 dias. Pearce esteve no cenário todos os dias, apesar dos três atores principais; Pearce, Moss e Pantoliano; terem atuado juntos apenas no primeiro dia. Todas as cenas de Moss foram terminadas na primeira semana, incluindo as cenas de junção em sua casa, no bar, no restaurante que ela trabalha e quando ele se encontra com Leonard pela última vez.
Pantoliano retornou para as filmagens na segunda semana para continuar suas cenas. No dia 25 de setembro, a equipe filmou a cena de abertura onde Leonard mata Teddy. Apesar da cena ser mostrada ao contrário, Nolan usou sons normais. Para uma tomada do cartucho da bala voando para fora da arma, o cartucho tinha de cair em frente a câmera, porém constantemente saia do enquadramento. Nolan foi obrigado a estourar o cartucho fora da câmera, porém na confusão, a equipe filmou a cena ao contrário. Eles tiveram que fazer um ótico (uma cópia da cena) e reverter a cena para faze-la ir para frente de novo. "Esse foi o alto de complexidade do filme", disse Nolan.
No dia seguinte, 26 de setembro, Larry Holden retornou para filmar a sequência onde Leonard ataca Jimmy. Após as filmagens terminarem, as narrações de Pearce foram gravadas. Para as cenas em branco e preto, Pearce recebeu liberdade para improvisar sua narrativa, permitindo um clima de documentário.
O Travel Inn em Tujunga, Califórnia, foi repintado e usado como os quartos de Leonard e Shelby. As cenas na casa de Sammy Jankis foram filmadas em Pasadena, enquanto a casa de Natalie ficava em Burbank. A equipe planejou filmar o prédio abandonado, onde Leonard mata Teddy, em um prédio de estilo espanhol que era propriedade de uma companhia ferroviária. Entretanto, uma semana antes das filmagens começarem, a companhia colocou vários vagões do lado de fora do prédio, fazendo o exterior não filmável. Como o interior do prédio já havia sido construído como um cenário, uma nova locação teve de ser encontrada. Uma refinaria de petróleo perto de Long Beach foi usada.

### Música
David Julyan e Michael Kamen compôs a trilha sonora sintetizada do filme. Julyan e Kamen admitem que várias trilhas sintetizadas o inspiraram, como Blade Runner; de Vangelis; e The Thin Red Line; de Hans Zimmer. Enquanto trabalhava na trilha, Julyan criou sons distintos e diferentes, para diferenciar as cenas coloridas e em branco e preto: temas "clássicos" para a primeira e temas "opressivos e barulhentos" para o segundo. Já que ele descreve toda a trilha como um "tema de Leonard", Julyan e Kamen dizem "A emoção que eu queria para a minha música era de ânsia e perda. Porém um senso de perda que você sente, mas ao mesmo tempo não sabe o que perdeu, ficando á deriva". Inicialmente, Nolan queria a música "Paranoid Android", de Radiohead, para os créditos finais, porém ele não conseguiu os direitos. Assim, a música "Something in the Air", de David Bowie, foi usada; apesar de outra música de Radiohead, "Treefingers", estar incluída na trilha sonora.

## Lançamento
O filme ganhou um boca a boca substancial no circuito de festivais. Teve sua estréia em 2000 no Festival de Veneza, onde foi aplaudido de pé. Depois, foi exibido no Festival de Deauville e no Festival de Toronto. Com a publicidade destes eventos, Memento não teve problemas para achar distribuidores internacionais, estreando em mais de 20 países.
Achar distribuidores americanos foi mais difícil. Memento foi exibido para vários chefes de estúdio (incluindo Harvey Weinstein, chefe da Miramax). Apesar da maioria dos executivos terem adorado o filme e elogiado o talento de Nolan, todos se recusaram a distribuir o filme, acreditando que ele era muito confuso e não atrairia um grande público. Após o famoso diretor independente Steven Soderbergh ter visto o filme, e ter descoberto que ele não estava sendo distribuído, ele começou a falar do filme em entrevistas e eventos públicos, dando mais publicidade ao filme. A Newmarket, em um movimento de alto risco, decidiu distribuir o filme. Após as primeiras semanas de distribuição, Memento alcançou mais de 500 cinemas e arrecadou um total de aproximadamente US$ 25 milhões nos EUA. O sucesso do filme surpreendeu todos aqueles que recusaram distribuir o filme, tanto que Weinstein  percebeu seu erro e tentou comprar a Newmarket.

## Recepção
Memento foi um sucesso de bilheteria. Durante sua semana de estreia, foi exibido em apenas 11 cinemas, porém em sua décima primeira semana estava sendo exibido em mais de 500 cinemas. Arrecadou US$ 25,5 milhões na América do Norte e US$ 14,2 em outros países, arrecadando no total US$ 39,7 milhões.

## Prêmios e indicações
| Prêmio                    | Categoria                | Recipiente                        | Resultado |
| ------------------------- | ------------------------ | --------------------------------- | --------- |
| Oscar 2002                | Melhor edição            | Dody Dorn                         | Indicado  |
| Oscar 2002                | Melhor roteiro original  | Christopher Nolan, Jonathan Nolan | Indicado  |
| Globo de Ouro 2002        | Melhor roteiro           | Christopher Nolan                 | Indicado  |
| Independent Spirit Awards | Melhor Filme             | Memento                           | Venceu    |
| Independent Spirit Awards | Melhor Diretor           | Christopher Nolan                 | Venceu    |
| Independent Spirit Awards | Melhor Roteiro           | Christopher Nolan                 | Venceu    |
| Independent Spirit Awards | Melhor Atriz Coadjuvante | Carrie-Anne Moss                  | Venceu    |
| Independent Spirit Awards | Melhor Fotografia        | Wally Pfister                     | Indicado  |

### Crítica
Memento foi aclamado pela crítica do mundo inteiro. No site Rotten Tomatoes o filme possui um índice de aprovação de 93%, baseado em 136 resenhas, com uma média de 8,1/10. O consenso é: "A narrativa complexa e fragmentada de Memento é brilhantemente executada, mantendo o público sempre se perguntando. No geral, os críticos o acham um filme incrivelmente original e inteligente". No site Metacritic o filme tem uma aprovação de 80/100, baseado em 34 críticas, indicando "críticas geralmente favoráveis".
O filme também apareceu em várias listas de melhores filmes. Tanto a National Board of Review e a American Film Institute o colocaram na lista de 10 melhores filmes do ano de 2001. Foi eleito pela revista Empire como o 173ª melhor filme da história, em sua lista dos 500 Melhores Filmes de Todos os Tempos, e o 13ª entre os 50 Melhores Filmes Independentes, pela mesma publicação. Também apareceu na edição de 2003 do livro 1001 Films You Must See Before You Die.

### Resposta científica
Muitos especialistas médicos citaram Memento como a mais realista e fiel representação de amnésia anterógrada em qualquer filme. O neurocientista Christof Koch, da Caltech, chamou Memento de "a representação mais fiel dos diferentes sistemas de memória na mídia popular", enquanto a física Esther M. Sternberg identificou o filme como "uma exploração quase que perfeita da neurobiologia da memória", concluindo que "Memento é um filme para qualquer um esteja interessado no funcionamento da memória e, na verdade, que faz nossa realidade".
A neuropscicóloga Sallie Baxendale escreve, "Diferente dos outros filmes do gênero, o personagem com amnésia mantém sua identidade, possui uma pequena amnésia anterógrada e mostra várias das dificuldades do dia-a-dia da desordem. A fragmentada, quase mosáica qualidade das cenas do filme também reflete a natureza "perpetual do presenta" da síndrome".